# Janko Žagar
Janko Sanaval Žagar, slovenski rimskokatoliški duhovnik, * 23. november 1896, Hruševje, † 17. marec 1972/78 Slap, Vipava.

## Življenje in delo
Končal je ljudsko šolo v rojstnem kraju in nadaljeval na škofijski gimnaziji v Šentvidu pri Ljubljani, kjer je leta 1917 maturiral. Skupaj z vsemi sošolci je moral po maturi na soško fronto. Dobil je čin poročnika in se izkazal v bojih blizu Svete Gore pri Gorici in pri Kuku, kjer je bil hudo ranjen. Za hrabrost je prejel odlikovanje - medaljo z zlatim križem in se zaobljubil, da bo postal duhovnik, če bo preživel vojno. Ob razpadu Avstro-Ogrske je bil najprej v domači vasi nekaj časa poveljnik narodne straže, nato pa je izpolnil zaobljubo in stopil v ljubljansko bogoslovje. Študij je končal že po treh letih in bil 10. junija 1921 posvečen v mašnika.
Kot kaplan je najprej služboval v Idriji, kjer je pri znamenitem duhovniku  Mihaelu Arku s pridom uveljavil svoj smisel za gledališke igre, petje in glasbo. Med ljudmi je kot zaveden narodnjak in vsestranski kulturni delavec postal zelo priljubljen. Na gimnaziji v Idriji je poučeval petje in vodil mešani pevski zbor. Leta 1926 je bil prestavljen za župnika v Ledine nad Spodnjo Idrijo, kjer je nato služboval 18 let. Tudi tu je nadaljeval s kulturnim delom. Ker pa so bila slovenska kulturna društva in prosvetne organizacije uradno prepovedana, se je posluževal cerkvenih dejavnosti, da je utrjeval slovensko narodno zavest. V času narodnoosvobodilne borbe je v letih 1942 in 1943 simpatiziral z začetki partizanskega boja na Idrijskem, saj je kot zaveden Slovenec videl v tem boju pot za osvoboditev izpod dvajsetletne italijanske fašistične oblasti.
Ko je bil nekaj mesecev po kapitulaciji Kraljevine Italije premeščen za župnika in dekana v Idrijo, so ga tu ljudje sprejeli kot »rdečega dekana«. Njegov položaj pa se je še dodatno poslabšal, ko so partizani spomladi 1945 bombardirali mesto, med letalskim napadom pa je bila zadeta tudi župnijska cerkev sv. Barbare iz 17. stoletja, ki je pogorela. Po osvoboditvi ni dobil dovoljenja za obnovo, pač pa je leta 1949 sam postal žrtev OZNE. Le ta mu je najprej pretepla kaplana Janeza Filipiča, njega pa so aretirali in zasliševali. S provokacijami ter fizičnim in psihičnim mučenjem so ga prisilili, da je »priznal« vse česar so ga dolžili. Po vnaprej pripravljenem  sodnem procesu je bil obsojen na 20 let zapora. Ko so bili zidovi pogorele cerkve leta 1951 po ukazu takratnih mestnih oblasti brez potrebe do tal porušeni, pa je bil izpuščen iz zapora s pogojem, da ne bo več župnik v Idriji. Takratni apostolski administrator Mihael Toroš je željo oblasti izpolnil in ga imenoval za župnika v Štjaku, tu je ostal do leta 1956, ko je bil imenovan za župnika v Slapu pri Vipavi. Kljub slabemu zdravju se je trudil za obnovo cerkvenih objektov, pisal zgodovino vasi in kronike posameznih hiš, se zanimal za stare predmete ter objavljal članke z domoznansko vsebino.  